# جون ك. ولز

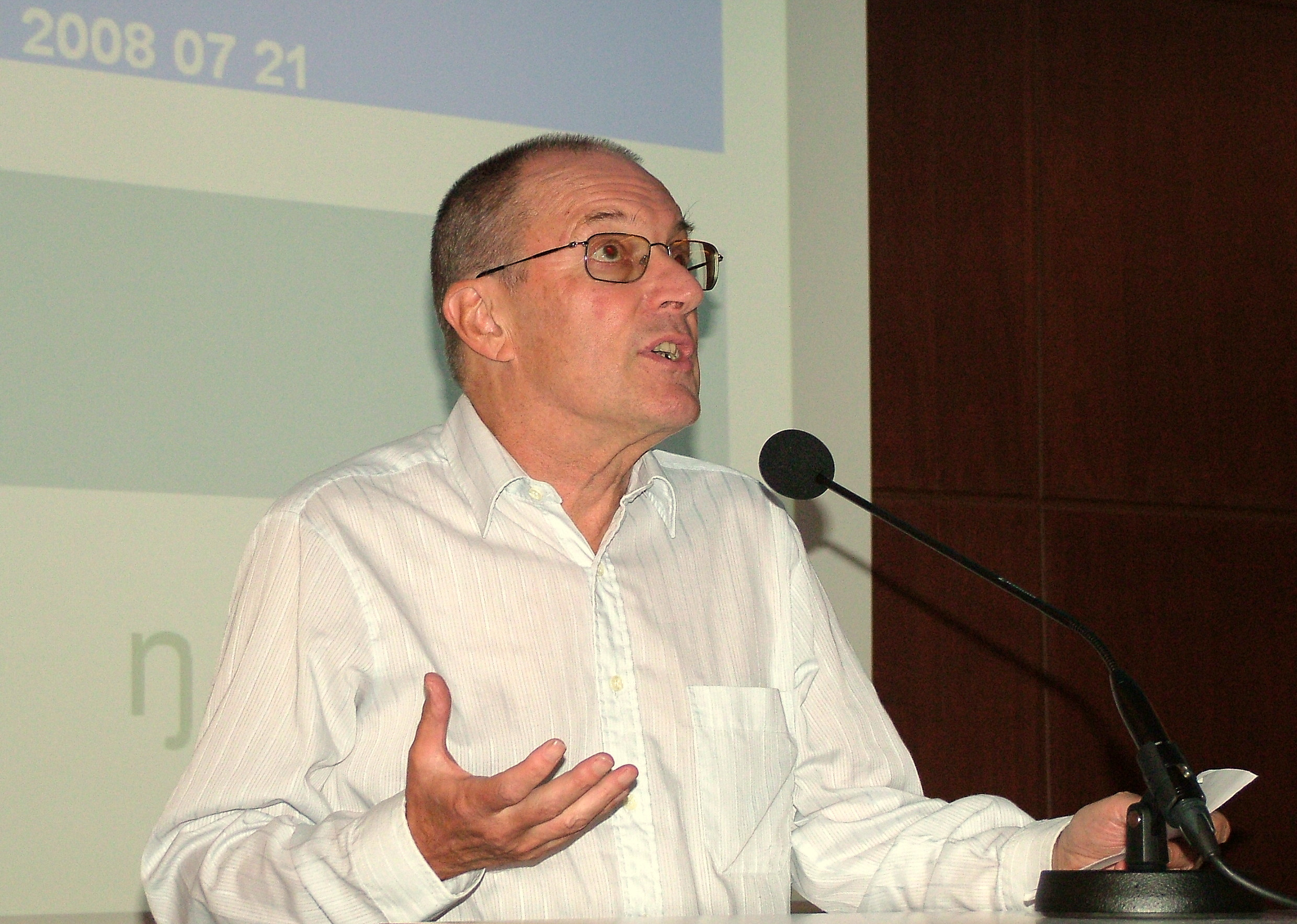
جون ك. ولز في المؤتمر العالمي للاسبرنتو روتردام 2008، مؤتمر جامعي دولي: عالم الكلام العجيب La mirinda mondo de la parolsonoj.

جون كريستوفر ولز (بالإنجليزية: John C. Wells)‏ ((تُلفظ بالإنجليزية: ‎/dʒɒn kɹɪs.tə.fə wɛlz/‏)؛ ماجستير كنتب، دكتور لندن، ولد 11-03-1939 ببوتل، لنكشير) عالم صوتيات بريطاني ومدرس إسبرنتو في كلية لندن الجامعية حتى عام 2006.